# Terres-Basses
Terres-Basses (Engels: Lowlands) is een villawijk in het Franse gedeelte van het eiland Sint Maarten. Het bevindt zich ongeveer 6 km ten westen van de hoofdplaats Marigot. Het is een gated community (afgesloten wijk) die niet kan worden bezocht, en wordt voornamelijk door miljardairs bewoond. De stranden Baie aux Prunes (Plum Bay), Baie Longue (Long Bay), en Baie Rouge (Red Bay) bevinden zich in Terres-Basses en zijn vrij toegankelijk.

## Geschiedenis
In 1955 werd het gebied van Terres-Basses gekocht door de Amerikaan Erick Lawaetz. Het terrein werd onderverdeeld in kavels van minstens 1 hectare. De kavels werden doorverkocht aan rijke Amerikanen. Michael Jackson, Jackie Kennedy, de Rockefellers, Robert De Niro, en Donald Trump hebben of hadden van een villa in Terres-Basses, maar Trump had zijn villa anno 2016 nog niet bezocht, Er zijn weinig voorzieningen in Terres-Basses, en één hotel met vijf sterren.

## Baie Rouge
Baie Rouge (Engels: Red Bay) is lang verscholen strand met lichtrood zand, en is vernoemd naar de kleur van het zand. Het strand is omringd door hoge okeren kliffen waarboven zich grote villa's bevinden. Na een 100 meter van de ingang is naakttoerisme toegestaan. Het is een vrij populair strand, maar vanwege de grootte is het rustig. Het strand is beschermd tegen de wind en heeft daardoor rustig water dat geschikt voor snorkelen. Er liggen mooie koraalriffen uit de kust.

## Galerij

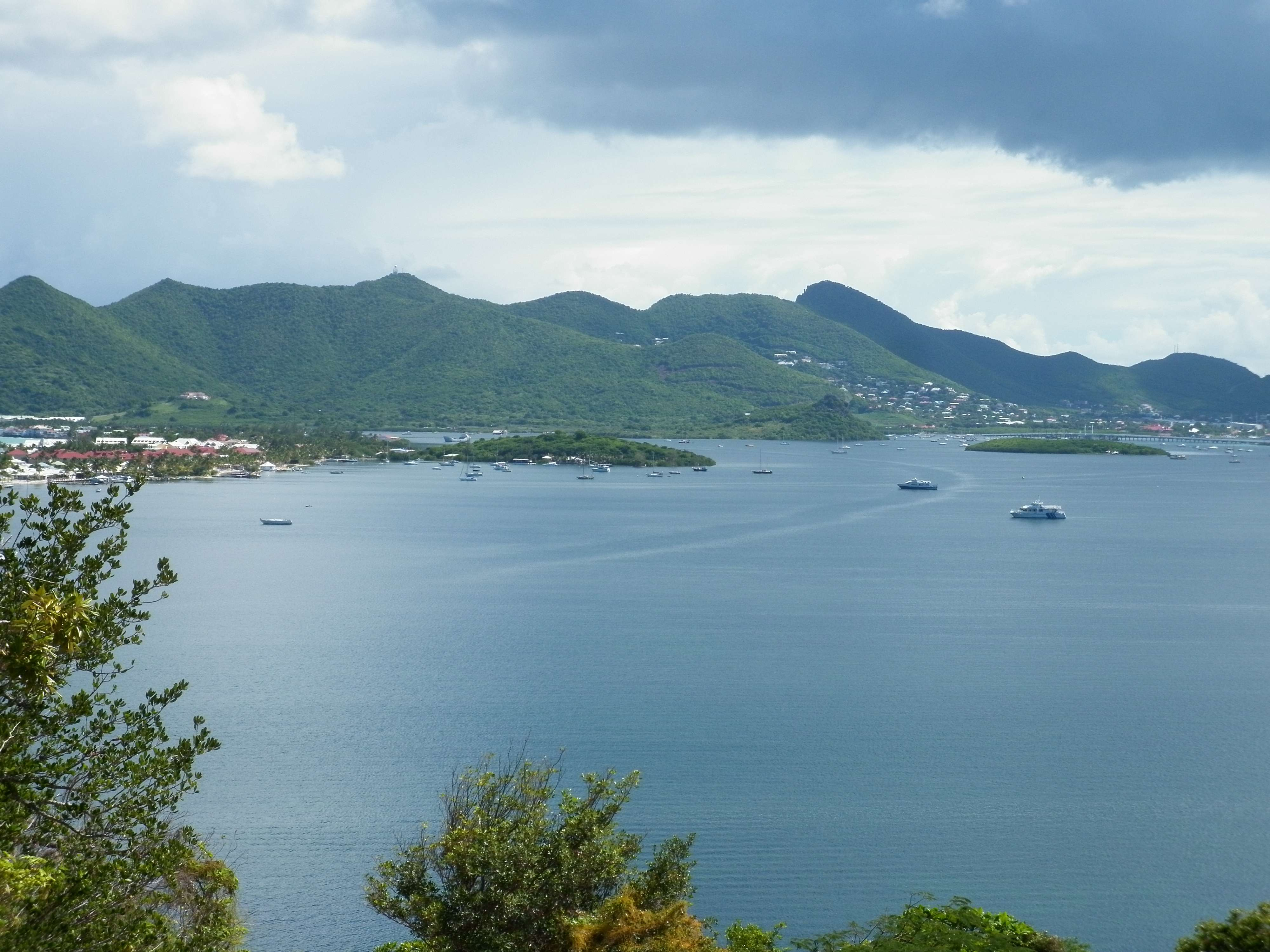
Zicht op de Simpsonbaailagune vanaf Terres-Basses
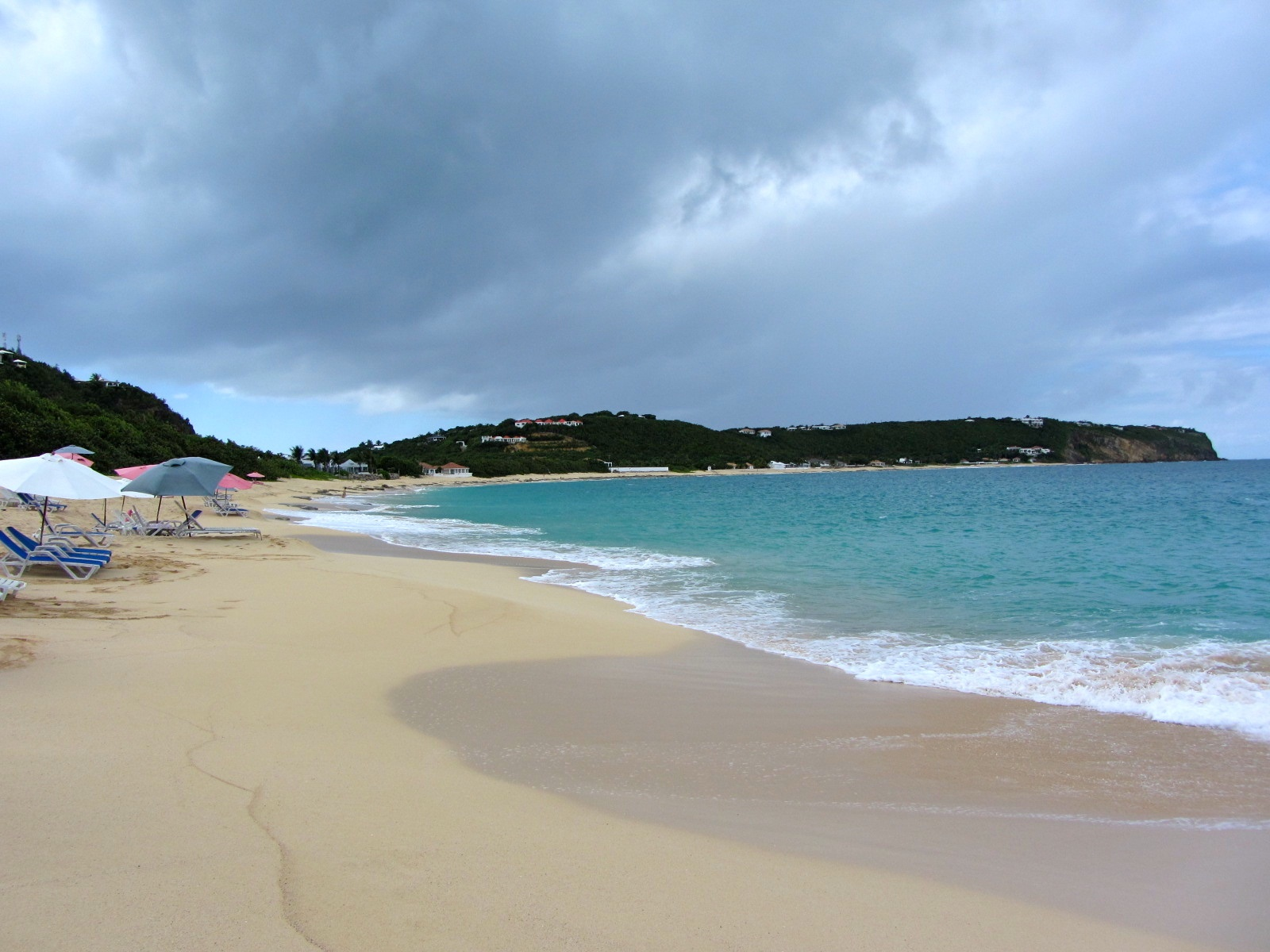
Baie Rouge
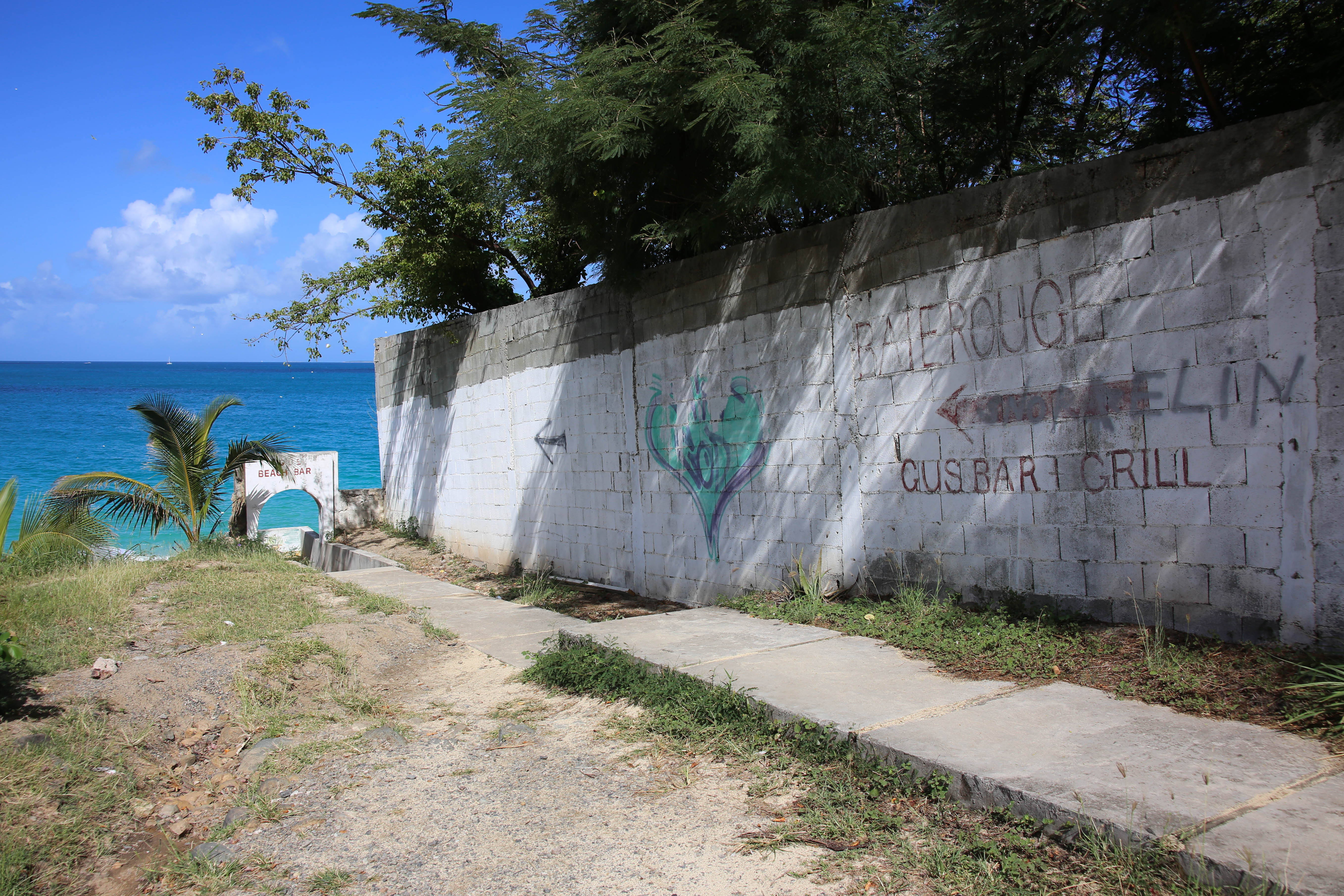
Wegwijzer voor een bar-grill aan Baie Rouge
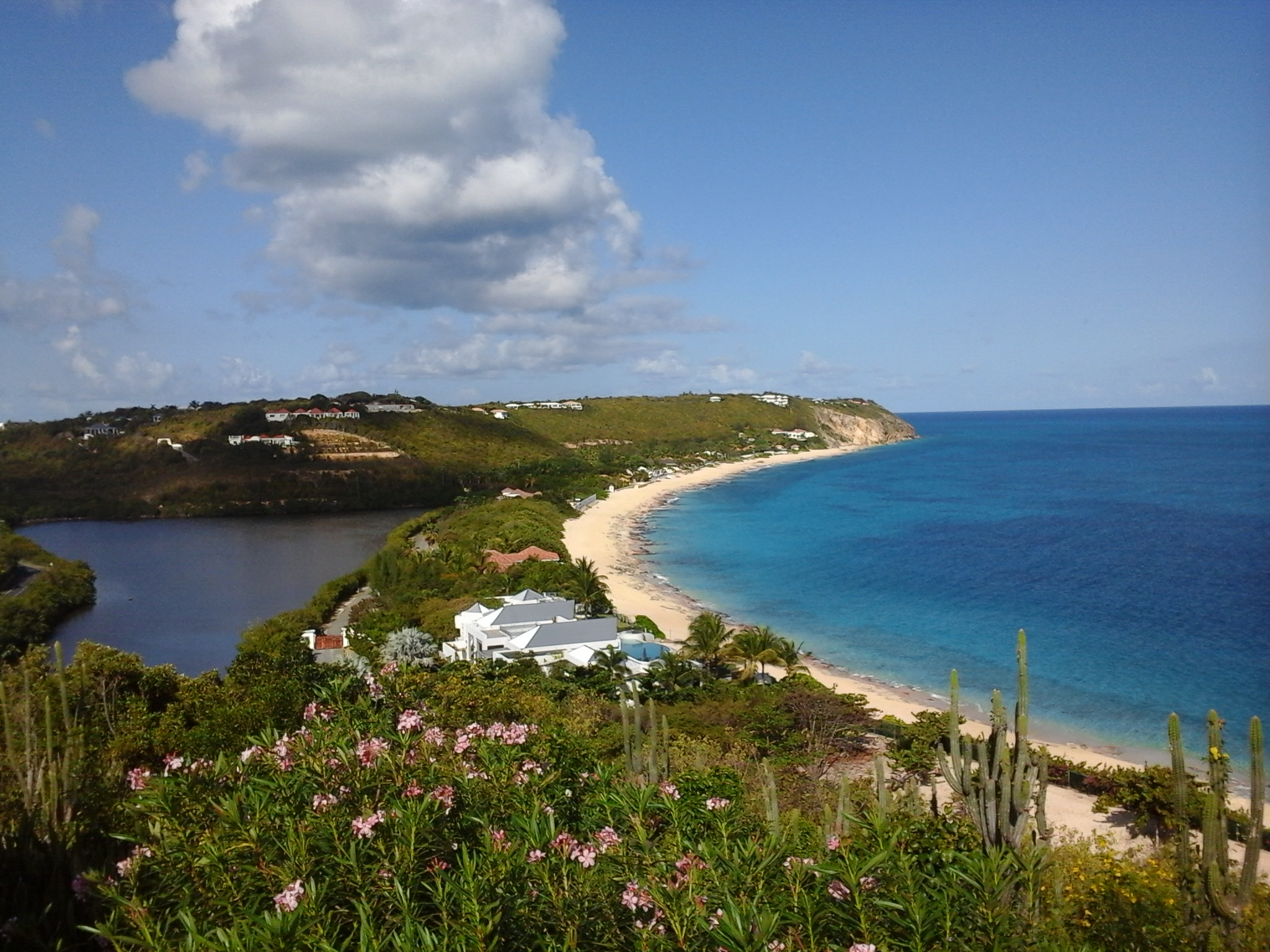
Villa's aan de oceaan

Anse Marcel · Baie-Orientale · Cul de Sac · Grand Case · Marigot · Oyster Pond · Quartier-d'Orléans · Sandy Ground · Terres-Basses